# Freda James
Winifred Alice James, detta "Freda" (Nottingham, 11 gennaio 1911 – 27 dicembre 1988), è stata una tennista britannica.

## Carriera
Ottenne i migliori risultati durante gli anni '30 anche se continuò a giocare dopo l'interruzione per la seconda guerra mondiale, in singolare ha raggiunto nel biennio 1934-35 i quarti di finale agli U.S. National Championships dove si arrese in entrambe le occasioni al terzo set contro Sarah Palfrey Cooke.
Nel doppio femminile vanta tre successi nei tornei dello Slam, il primo agli U.S. National Championships 1933 in coppia con Betty Nuthall mentre a Wimbledon trionfò nel 1935-36 insieme a Kay Stammers.
Ha fatto parte per diversi anni della squadra britannica di Wightman Cup, dopo il matrimonio gareggiò con il cognome del marito risultando nota anche con il nome di Freda Hammersley.